# Gnags Greatest
 Der er for få eller ingen kildehenvisninger i denne artikel, hvilket er et problem. Du kan hjælpe ved at angive troværdige kilder til de påstande, som fremføres i artiklen.

Gnags Greatest – den dejligste plade i 100 år er et opsamlingsalbum med Gnags, udgivet i 1999. Det består af sange fra perioden 1980-1991. Pladerne Øjne på stilke og Gösta Hammerfedt samt Gnags' plader fra 70'erne er ikke repræsenteret på opsamlingsalbummet.
"Rytmehans" optræder i en remixet version. Originalversionen blev udgivet på albummet Intercity fra 1980.

## Numre
1. "Den dejligste morgen" (4:43)
2. "Vilde kaniner" (4:14)
3. "Danmark" (4:14)
4. "Sensommer på strøget" (4:00)
5. "Dansende blå linealer" (3:50)
6. "Slingrer ned ad Vestergade" (4:15)
7. "Når jeg bliver gammel" (3:56)
8. "Mr. Swing King" (4:50)
9. "Går med hunden gennem byen" (3:18)
10. "Lygtemandens sang" (4:09)
11. "Lav sol over Århus" (4:14)
12. "En underlig fisk" (3:40)
13. "Kærester" (4:19)
14. "Fuldmånen lyser" (3:47)
15. "Safari" (3:12)
16. "Fodgænger" (4:05)
17. "Er vi i live – eller hva ?" (4:54)
18. "Rytmehans 2000" (remix) (3:04)

## Hitliste
| Hitliste (1999)        | Højeste placering |
| ---------------------- | ----------------- |
| Danmark (Album Top-40) | 2                 |